# Brama caribbea
 Brama caribbea és una espècie de peix de la família dels bràmids i de l'ordre dels perciformes.

## Morfologia
Els mascles poden assolir els 25 cm de longitud total.

## Distribució geogràfica
Es troba a l'Atlàntic occidental: des de Carolina del Nord i el nord del Golf de Mèxic fins al Brasil.